# Sockabach
Der Sockabach ist ein über sieben Kilometer langer Bach im Landkreis Straubing-Bogen in Niederbayern, der in Ascha von rechts in die Kinsach mündet.

## Verlauf
Das Quellgebiet des Sockabachs liegt im Westen von Wäscherszell. Von hier aus fließt der Bach in einer Geländekerbe durchwegs ungefähr nach Südsüdosten. In höchstens fünfhundert Meter Abstand begleitet ihn dabei am oder auf dem linken Hang die Staatsstraße 2147.
Seine ersten zweihundert Meter legt der Bach auf Gemeindegebiet von Wiesenfelden zurück, dann wechselt er in die Flur von Rattiszell. Nachdem er rechtsseitig noch einige namenlose Quellbäche aufgenommen hat, passiert er das links im Nordosten liegende Pilgramsberg. Nach rund viereinhalb Kilometern erreicht er dann den namensgebenden Ort Socka, einen Ortsteil der  Gemeinde Falkenfels. Einige hundert Meter abwärts bei Fahrmühl tritt er auf die Gemarkung der Gemeinde Ascha über, wo er seine letzten hundert Höhenmeter verliert. Der flachere Unterlauf im Kinsachtal beginnt etwa bei Krähhof. Nach einer Verzweigung bei Mühlau unterquert er den Damm der Bundesstraße 20, beide Zweige vereinen sich 700 Meter danach wieder, jetzt schon im Ortsbereich von Ascha, dessen alter Kern südlich des Sockabachs liegt. Bei der Kirche unterquert er die alte Bundesstraße und kurz danach mündet er von rechts in die Kinsach.